# Warszewiczia
El Warszewiczia és un gènere vegetal que comprèn una desena d'espècies de plantes amb flor de la família Rubiàcia. Els membres d'aquest gènere són arbres petits o bé arbustos de boscos tropicals de l'Amèrica Central i del Sud. Llurs inflorescències mostren vistoses i acolorides estructures formades per pètals amb grans i vistosos calzes, amb l'objectiu d'atreure els pol·linitzadors.
El membre més famós del gènere és probablement l'espècie W. coccinea, la flor nacional de Trinitat i Tobago.
L'insòlit nom de Warszewiczia és un homenatge a Józef Warszewicz, un col·leccionista d'orquídies polonès que al segle xix va ser l'inspector del jardí botànic de Cracòvia.

## Taxonomia
- Warszewiczia ambigua Standl.
- Warszewiczia coccinea (Vahl) Klotzsch
- Warszewiczia cordata Spruce ex K. Schum.
- Warszewiczia elata Ducke
- Warszewiczia longistaminea K. Schum.
- Warszewiczia obovata Ducke (sin. Calycophyllum obovatum (Ducke) Ducke)
- Warszewiczia peltata Wedd.
- Warszewiczia schwackei K. Schum.
- Warszewiczia tomentosa H. Karst.
- Warszewiczia uxpanapensis (Lorence) C.M. Taylor (= Elaeagia uxpanapensis Lorence)